# Michel Malo
Michel Malo, né le 24 mars 1938 à Maroantsetra, est un évêque catholique malgache, membre de l'institut du Prado.

## Biographie
Michel Malo est ordonné prêtre le 15 août 1971 à l'institut du Prado. Jean-Paul II le nomme évêque auxiliaire de Majunga et évêque titulaire de Croae (de), le 1er septembre 1988. Il est consacré le 11 septembre suivant par Mgr Albert Tsihahona, archevêque d'Antsiranana, dont il devient l'évêque auxiliaire en 1993. Il est nommé évêque de Mahajanga le 29 mars 1996, puis archevêque d'Antsiranana, le 28 novembre 1998. Il se retire pour raison d'âge le 27 novembre 2013.
Il est parrain d'honneur de l'association Prev'Act, une association caritative réunionnaise active à Madagascar.